# Bayley Simpson
Pour les articles homonymes, voir Simpson.
Bayley Simpson (né le 9 décembre 1997 à Lindsay dans la province de l'Ontario) est un coureur cycliste canadien. Il participe à des compétitions sur route et sur piste.

## Palmarès sur piste

### Coupe du monde
- 2016-2017
  - 1er de la poursuite par équipes à Apeldoorn (avec Adam Jamieson, Aidan Caves, Jay Lamoureux et Ed Veal).
  - 2e de la poursuite par équipes à Glasgow.

### Championnats panaméricains
- Couva 2017
  -  Médaillé d'or de la poursuite par équipes (avec Aidan Caves, Jay Lamoureux et Derek Gee).

### Championnats du Canada
- 2016
  - 3e du kilomètre
- 2017
  -  Champion du Canada de poursuite par équipes (avec Evan Burtnik, Derek Gee et Adam Jamieson)

## Palmarès sur route
- 2014
  - 3e de la Calabogie Road Classic juniors